# Regulación financiera

Número de países que tienen una crisis bancaria, en cada año desde 1800. Esto se basa en
This time is different: Eight centuries of financial folly, que cubre solamente 108 países. La tendencia al alza general podría atribuirse a muchos factores.
Una excepción en este gráfico es la ausencia virtual de las crisis bancarias durante el período de los Acuerdos de Bretton Woods y del New Deal (de 1945 a 1971).

La regulación financiera es una forma de regulación (normativización) o supervisión que somete a las instituciones financieras a determinados requisitos, restricciones y directrices, con el objetivo de mantener la integridad del sistema financiero. Esto puede ser regulado tanto por una institución pública (del Gobierno); o, residualmente  y sólo en el caso del Reino Unido, por una no gubernamental. Al conjunto de normas financieras se le llama normativa financiera, o también normativa de los mercados financieros.

## Objetivos de la regulación
Los objetivos específicos de los reguladores financieros son generalmente:
- hacer cumplir las normas aplicables.
- procesar los casos de faltas de conducta de mercado, tales como el uso de información privilegiada.
- la licencia de los proveedores de servicios financieros.
- proteger a los clientes, e investigar las denuncias.
- mantener la confianza en el sistema financiero.

## Autoridades reguladoras
Hay numerosas autoridades reguladoras, denominadas a menudo "agencias reguladoras" o "comisiones reguladoras", al menos una en cada país. La siguiente es una lista breve de las autoridades reguladoras en varias jurisdicciones (concretamente, las del G8+5, por orden alfabético de país, para una lista más completa, por favor vea la lista de autoridades reguladoras financieras.
Ver artículo principal Lista de autoridades reguladoras financieras
- BaFin (Bundesanstalt für Finanzdienstleistungsaufsicht) (en español, Autoridad Federal de Supervisión Financiera), Alemania.
- Comissão de Valores Mobiliários (CVM) (Comisión de valores mobiliarios), Brasil.
- Investment Dealers Association of Canada (IDA), Canadá.
- China Securities Regulatory Commission (CSRC), China (República popular).
- China Insurance Regulatory Commission (CIRC), China (República popular).
- China Banking Regulatory Commission (CBRC), China (República popular).
- Securities and Exchange Commission (SEC) (en español, Comisión de valores y bolsa), EE. UU.
- Commodity Futures Trading Commission (CFTC), EE. UU.
- Sistema de la Reserva Federal (en inglés, Federal Reserve System, "Fed"), EE. UU.
- Corporación Federal de Seguro de Depósitos (en inglés, Federal Deposit Insurance Corporation) (FDIC), EE. UU.
- Office of the Comptroller of the Currency (OCC), EE. UU.
- National Credit Union Administration (NCUA), EE. UU.
- Office of Thrift Supervision (OTS), EE. UU.
- Autorité des marchés financiers (AMF) (Autoridad de los mercados financieros), Francia.
- Securities and Exchange Board of India (Junta de Bolsa y Valores de la India), India.
- Reserve Bank of India (RBI) (Banco de Reserva de India), India.
- Commissione Nazionale per le Società e la Borsa (CONSOB), Italia.
- Securities and Exchange Surveillance Commission (SESC), Japón.
- Superintendencia Financiera de Colombia, Colombia.
- Financial Conduct Authority (FCA) (Autoridad de Servicios Financieros), Reino Unido.
- Servicio Federal de los Mercados Financieros (en ruso: Федеральная служба по финансовым рынкам, ФСФР, FSFR), Rusia.
- National Credit Regulator (Regulador nacional de crédito), Sudáfrica.

## Jurisdicciones únicas
En la mayoría de los casos, éstas autoridades regulan todas las actividades financieras. Pero en algunos casos, hay autoridades específicas para regular cada sector de la industria financiera, principalmente los mercados crediticio, de valores, de seguros y de pensiones, pero en algunos casos, también de materias primas, futuros, etc. Por ejemplo, en España, el Banco de España (BdE) supervisa a los bancos, la Dirección general de seguros y fondos de pensiones (DGSFP) las aseguradoras y gestoras de fondos de pensiones, mientras la Comisión Nacional del Mercado de Valores (CNMV) es responsable de hacer cumplir las leyes sobre mercados de valores.
A veces más de una institución regula y supervisa el mercado crediticio (de bancos y otras entidades de crédito). Por ejemplo, la banca de EE. UU. está regulada por una gran cantidad de instituciones, debido a que distingue entre distintos tipos de entidades de crédito, y a que hay normas tanto a nivel estatal como a nivel federal. Así, entre otros están el Sistema de la Reserva Federal (Fed), la Federal Deposit Insurance Corporation, la Office of the Comptroller of the Currency (OCC), y la Office of Thrift Supervision.
Además, también existen asociaciones de autoridades de reglamentación financiera. En la Unión Europea, existen el Comité Europeo de Reguladores de Valores (CERV), el Comité de Supervisores Bancarios Europeos (CESB) y el Comité Europeo de Supervisores de Seguros y Fondos de Pensiones (CESPJ), que son comités de nivel 3 de la Unión Europea en el proceso Lamfalussy. Y, a nivel mundial, existe la Organización Internacional de Comisiones de Valores (OICV).